# مروزية
المروزية اسم يطلق على طبق مميز في المطبخ المغربي التقليدي، كان في الأصل يحضر في قدر تقليدي من الطين هو «الطاجين» المغربي. ويتم إعداد الطبق التقليدي في المناسبات خصوصا في عيد الأضحى، حيث يُعد غالبا إما من لحم الغنم أو العجل المنحور في طقوس الأعياد الإسلامية التي ترمز إلى تضحية النبي إبراهيم.
المروزية هو طبق حلو في الغالب، تهيمن عليه حلاوة العسل ونسمة القرفة والتوابل المختلطة في رأس الحانوت والفواكه المجففة.